# Люди, пов'язані зі Шполою

## Народились у Шполі
- 1866 → Рощицький Сергій Євстахійович — полковник Армії УНР;
- 1874 → Добровольський Сергій Іванович — підполковник Армії УНР;[1]
- 1883 → Балановська Леоніда Миколаївна — українська і російська співачка (сопрано);
- 1892 → Коломійченко Михайло Сидорович — український радянський хірург, професор, заслужений діяч науки УРСР;
- 1895 → Бершадський Григорій Соломонович — радянський графік, живописець.
- 1897 → Кулик Іван Юліанович — поет, прозаїк, перекладач;
- 1897 → Шорубалко Іван Іванович — вояк Армії УНР, голова кредитового товариства, комендант Шполи (1918). Один з засновників ініціативного гуртка, що встановив пам'ятник Тарасові Шевченку в Шполі;[2]
- 1898 → Коломійченко Олексій Сидорович — український радянський оториноларинголог, доктор медичних наук, професор, член-кореспондент АН УРСР, організатор і перший директор Інституту отоларингології Академії медичних наук України;
- 1899 → Балковський Борис Євгенович — український флорист, бріолог;
- 1899 → Ткаченко Мусій Михайлович — радянський діяч, голова Шполянського райвиконкому, Герой Соціалістичної Праці;
- 1899 → Фефер Ісаак Соломонович — єврейський поет і радянський громадський діяч;
- 1902 — Фоменко Сергій Степанович — генерал-лейтенант, заступник командуючого і командуючий 36-ї армії, учасник війни з Японією;
- 1906 → Фінаровський Григорій Абрамович — український композитор;
- 1906 → Лебединський Григорій Ісаєвич — український радянський архітектор;
- 1925 → Олійник Олексій Петрович — український графік;
- 1928 → Бобрієвич Олександр Павлович — радянський геолог;
- 1929 → Росоховатський Ігор Маркович — український письменник-фантаст, прозаїк і поет;
- 1932 → Черкаський Давид Янович — український режисер-мультиплікатор, Заслужений діяч мистецтв України, Народний артист України, академік Академії телебачення, член-кореспондент Академії мистецтв України.
- 1937 → Тугай Жанна Георгіївна — українська актриса. Народна артистка УРСР;
- 1939 → Ткаченко Олександр Миколайович — український політик та державний діяч.
- 1947 → Крючков Віктор Григорович — український скульптор. Член Національної спілки художників України.
- 1982 → Межаков Юрій Володимирович (1982—2020) — полковник (посмертно) Збройних сил України, учасник російсько-української війни.
- 2001 → Мишалов Денис Андрійович — солдат окремого загону спеціального призначення НГУ «Азов» Національної гвардії України, учасник російсько-української війни, що відзначився у ході російського вторгнення в Україну в 2022 році.

## Інші
- Кожум'яка Степан Демидович — український інженер-мостобудівник, автошляховик, публіцист, літературознавець, мовознавець, громадський діяч, дисидент.
- Носач Іван Петрович (1974—2017) — молодший сержант Збройних сил України, учасник російсько-української війни.
- Пресліцький Едуард Едуардович — керівник народного аматорського ансамблю танцю «Гренада», заслужений працівник культури України[3].
- Ремінний Олег Володимирович (1985—2019) — старший солдат Збройних сил України, учасник російсько-української війни.